# Жизнь на нашей планете
«Жизнь на нашей планете» (англ. Life on Our Planet) — документальный сериал производства компаний Silverback Films и Amblin Television. Премьера состоялась на стриминговой платформе Netflix 25 октября 2023 года.

## Производство и разработка
1 ноября 2022 года компания Netflix анонсировала разработку документального сериала «Жизнь на нашей планете». Производством занялись компании Silverback Films и Amblin Television. Стивен Спилберг стал одним из продюсеров. Морган Фримен был утверждён на роль рассказчика.
22 августа 2023 года вышел первый трейлер документального сериала. Его премьера состоялась 25 октября 2023 года, когда вышли все восемь эпизодов. Сериал сочетает элементы, сгенерированные компьютером (CGI), и игровое кино. По мотивам сериала издательство Witness Books также выпустит книгу Тома Флетчера.

## Список эпизодов
| № | Название                                    | Режиссёр             | Дата премьеры   |
| - | ------------------------------------------- | -------------------- | --------------- |
| 1 | «Правила жизни» «The Rules of Life»         | Адам Чапмен          | 25 октября 2023 |
| 2 | «Первый рубеж» «The First Frontier»         | Гисле Свердруп       | 25 октября 2023 |
| 3 | «Вторжение на землю» «Invaders of the Land» | Софи Ланфир          | 25 октября 2023 |
| 4 | «Хладнокровные» «In Cold Blood»             | Барни Ревилл         | 25 октября 2023 |
| 5 | «В тени гигантов» «In the Shadow of Giants» | Барни Ревилл         | 25 октября 2023 |
| 6 | «Потерянный рай» «Out of the Ashes»         | Ник Шулингин-Джордан | 25 октября 2023 |
| 7 | «Земля в наследство» «Inheriting the Earth» | Адам Чапмен          | 25 октября 2023 |
| 8 | «Эпоха льда и огня» «Age of Ice and Fire»   | Софи Ланфир          | 25 октября 2023 |